# ویکتوریا (نیوپورت)
ویکتوریا (به انگلیسی: Victoria) یک منطقهٔ مسکونی در بریتانیا است که در نیوپورت واقع شده‌است. ویکتوریا ۷٬۴۶۴ نفر جمعیت دارد.